# 17020 Хоупмераенгус
17020 Хоупмераенгус (17020 Hopemeraengus) — астероїд головного поясу, відкритий 24 лютого 1999 року.
Тіссеранів параметр щодо Юпітера — 3,309.